# Pio Borri
Pio Borri (Grosseto, 8 maggio 1923 – Stia, 11 novembre 1943) è stato un partigiano italiano.

## Biografia
Studente di legge, fu inviato di leva ad Arezzo per essere arruolato nella milizia fascista. Dopo l'8 settembre formò in Casentino due bande di resistenti raggruppando sia civili che militari sbandati e armò i due gruppi grazie ad una brillante operazione contro una caserma. Poche settimane dopo fu fermato sulla rotabile Umbro-Casentinese a un posto di blocco tedesco ed ucciso sul posto dai responsabili del comando fascista della zona. Il corpo, abbandonato in un fosso, fu recuperato solo dopo alcuni giorni.
Portò il suo nome la 23ª Brigata Garibaldi, costituita nel novembre del 1943 ed operante nell'aretino.